# Mazatlán Fútbol Club
Il Mazatlán Fútbol Club è una società calcistica messicana con sede a Mazatlán.

## Storia
Il 2 giugno 2020 il Monarcas Morelia annunciò tramite un comunicato la decisione di trasferire la propria franchigia nella città di Mazatlán creando di fatto una nuova società denominata Mazatlán Fútbol Club.
L'8 giugno il club fu ufficialmente presentato alla stampa svelando il logo e comunicando la scelta del viola come colore sociale.

## Rosa 2024-2025
| N. |                      | Ruolo | Calciatore         |
| -- | -------------------- | ----- | ------------------ |
| 1  | Messico (bandiera)   | P     | Daniel Gutiérrez   |
| 2  | Brasile (bandiera)   | D     | Samir Caetano      |
| 3  | Messico (bandiera)   | D     | Gustavo Sánchez    |
| 4  | Messico (bandiera)   | D     | Jair Díaz          |
| 5  | Argentina (bandiera) | D     | Facundo Almada     |
| 6  | Messico (bandiera)   | C     | Roberto Meraz      |
| 7  | Paraguay (bandiera)  | A     | Luis Amarilla      |
| 8  | Paraguay (bandiera)  | C     | Josué Colmán       |
| 9  | Uruguay (bandiera)   | C     | Anderson Duarte    |
| 10 | Colombia (bandiera)  | C     | Nicolás Benedetti  |
| 11 | Panama (bandiera)    | C     | Édgar Bárcenas     |
| 12 | Messico (bandiera)   | D     | Salvador Rodríguez |
| 13 | Messico (bandiera)   | P     | Hugo González      |
| 14 | Messico (bandiera)   | C     | Mauro Lainez       |
| 15 | Messico (bandiera)   | C     | Bryan Colula       |

| N. |                        | Ruolo | Calciatore         |
| -- | ---------------------- | ----- | ------------------ |
| 16 | Messico (bandiera)     | C     | José Esquivel      |
| 17 | Messico (bandiera)     | D     | Jesús Escoboza     |
| 18 | Messico (bandiera)     | C     | Alan Torres        |
| 19 | Argentina (bandiera)   | D     | Lucas Merolla      |
| 20 | Messico (bandiera)     | C     | Ramiro Árciga      |
| 22 | Messico (bandiera)     | C     | Rodolfo Pizarro    |
| 23 | Ecuador (bandiera)     | C     | Jordan Sierra      |
| 27 | Ecuador (bandiera)     | D     | William Vargas     |
| 29 | Messico (bandiera)     | A     | Raúl Camacho       |
| 30 | Messico (bandiera)     | A     | Yostin Valadez     |
| 31 | Stati Uniti (bandiera) | D     | Ventura Alvarado   |
| 32 | Argentina (bandiera)   | A     | Gustavo Del Prete  |
| 34 | Messico (bandiera)     | A     | Omar Moreno        |
|    | Ecuador (bandiera)     | C     | Jefferson Intriago |
|    | Messico (bandiera)     | A     | Brian Rubio        |

## Stadio
Gioca le partite casalinghe allo Stadio di Mazatlán soprannominato El Kraken, inaugurato nel 2020 con una capienza di 25.000 spettatori.